# Salingen

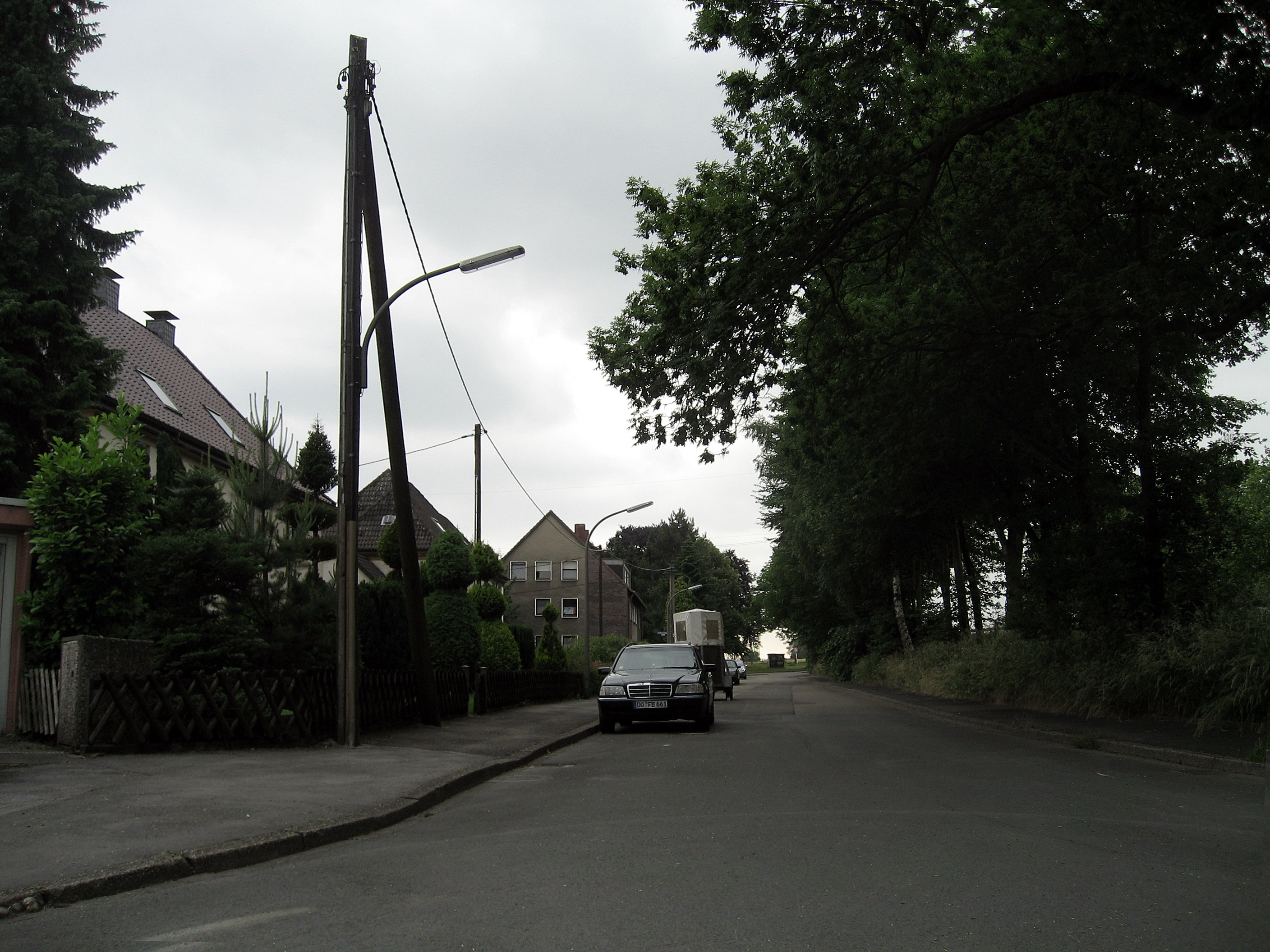
Siedlung Salingen

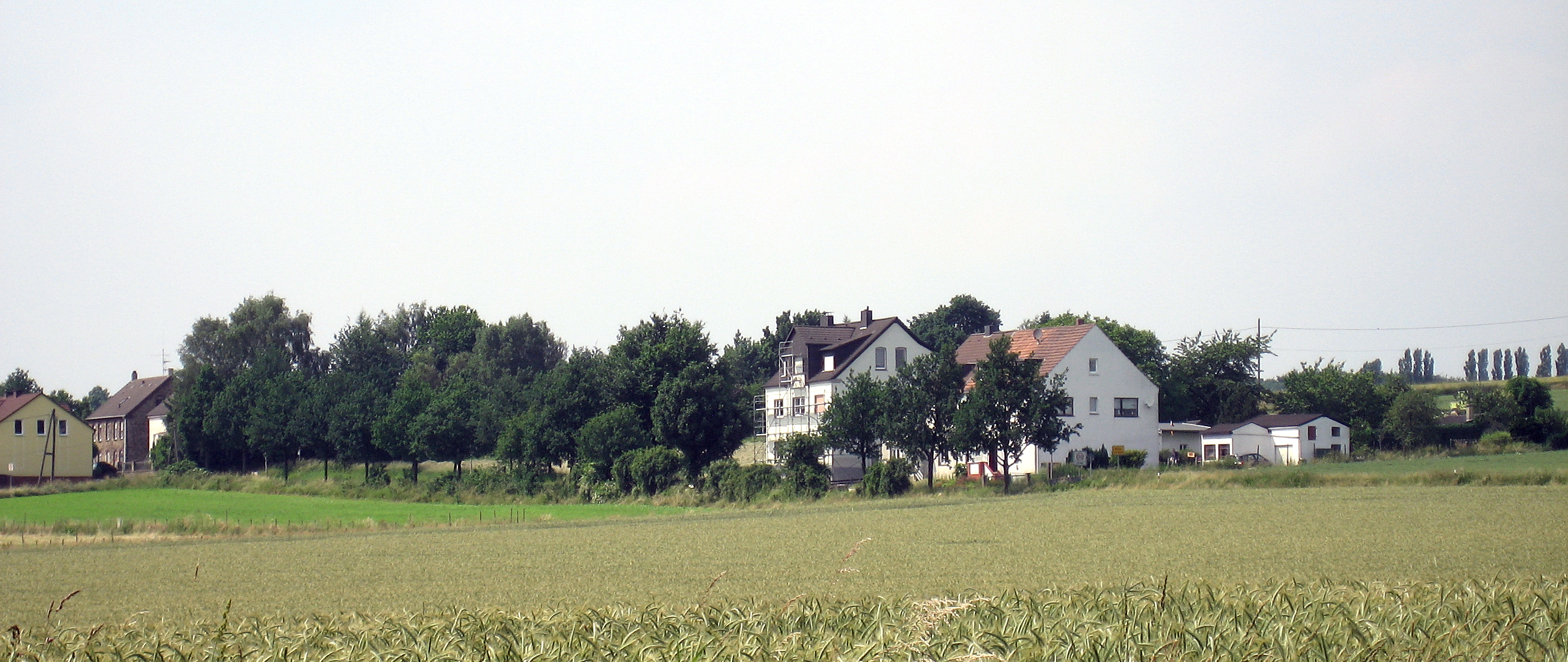
Ortsteil Salingen, Blick von der L 660 in westliche Richtung nach Stockum

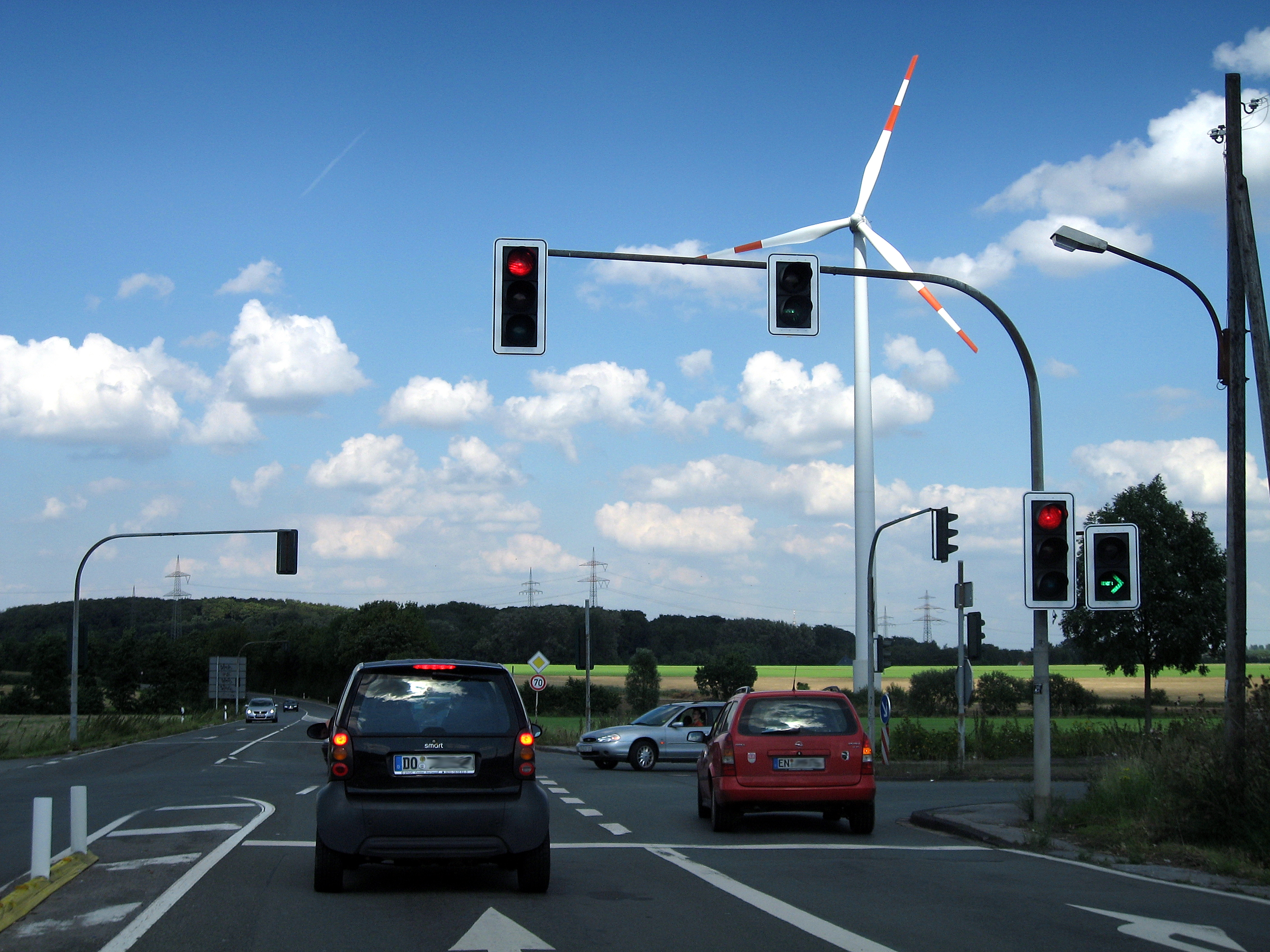
Blick von der A 44-Abfahrt Richtung Salingen

Salingen ist ein Stadtteil von Dortmund am südwestlichen Rand des Stadtgebietes und gehört zum Stadtbezirk Hombruch. Es ist mit nur 145 Einwohnern (Stand: Ende 2018) der zweitkleinste Stadtteil Dortmunds.

## Geografie
Der Stadtteil besteht aus folgenden zwei Teilen:
- Die Bauerschaft Salingen, eine Streusiedlung inmitten des Salinger Feldes, liegt auf östlicher Seite entlang der Landstraße zwischen Eichlinghofen und Annen. Sie wird nach Nordosten durch die A 45 Dortmund – Frankfurt am Main und nach Süden durch die A 44 Bochum – Witten – Dortmund begrenzt. Auf westlicher Seite der Landstraße schließt sich die Wittener Bauerschaft Tiefendorf an.
- Die Siedlung Salingen, eine kleine geschlossene Ortschaft, liegt am nördlichen Ende dieses Gebietes, direkt an der A 45, und ist nur durch diese Autobahn von Eichlinghofen getrennt.

Das Salinger Feld ist nach Süden abschüssig und bietet somit von Norden aus ein Panorama mit Salingen und Tiefendorf im Vordergrund sowie Witten und dem Ardeygebirge im Hintergrund.
Salingen liegt maximal 1 km von der Anschlussstelle Witten-Annen (45) der Autobahn 44 entfernt.

## Geschichte
Erste Hofansiedlungen sind bereits für das Jahr 801 belegt; aus jenem Jahr stammt auch die erste urkundliche Erwähnung des heutigen Ortsteils.
Salingen wurde um 1150 mit de Salehe im Urbar der Reichsabtei Werden erwähnt. Vor und um 1220 als Salehei in den Vogteirollen des Stifts Essen. 1288 erscheinen urkundlich Reynoldo de Saley, 1319 Ecgehardo de Saley, 1337 Johannem de Saleye und 1365 bis 1399 ein Theodericum de Saley. Mit ihm scheint das niederadelige Ministerialengeschlecht erloschen zu sein. 1392 wird der Ort Saley in dem kerspele van Eicklinchoven in einem Lehnbuch geführt und 1401 ein Johan Saley im Volmarsteiner Lehnsregister. Um 1450 wurde der Ort als to Salii im Urkundenbuch des Klosters Clarenberg erwähnt. In den Jahren 1705 und 1841 noch Sahlingen genannt, setzte sich erst danach der heutige Ortsname Salingen durch.
Salingen gehörte im Spätmittelalter und der Frühen Neuzeit in der Bauerschaft Persebeck, Kirchspiel Eichlinghofen und Amt Hörde (historisch) zur Grafschaft Mark. Laut dem Schatzbuch der Grafschaft Mark von 1486 hatten die drei Steuerpflichtigen Hofbesitzer aus Zalinge in der Bauerschaft zwischen ein und vier Goldgulden an Abgabe zu leisten. 1705 waren dann in der eigenen Baurschafft Sahlingen fünf Steuerpflichtige mit Abgaben an die Rentei Hörde im Kataster verzeichnet.
Die Deutung des Ortsnamens kann mit Stelle bei der Salweide/den Salweiden umschrieben werden.
In der Mitte des 19. Jahrhunderts gab es in Salingen etwa 10 Höfe und Kotten und rund 80 Einwohner. Durch Zuzug von Bergarbeitern stieg die Bevölkerung rasant an und lag 1905 schon bei 249. Der Landrat des Landkreises Hörde, Wilhelm Hansmann, trieb zahlreiche Siedlungsbauprojekte voran, was zur Errichtung u. a. der Siedlung Salingen 1924/25 führte.
Salingen wurde im Jahr 1921 nach Barop eingemeindet und kam mit diesem am 1. August 1929 zu Dortmund.
Salingen gehörte historisch zum Kirchspiel Eichlinghofen und ist seitdem bis heute fest mit der Geschichte jenes Ortes verbunden. Der Stadtteil Salingen bildet heute einen eigenen statistischen Unterbezirk innerhalb des statistischen Bezirks Eichlinghofen.

## Sehenswürdigkeiten
- Das Salinger Feld ist mittlerweile bekannt für seine drei weithin sichtbaren Windkraftanlagen.[9]
- In Reiterkreisen ist außerdem das Gestüt Salingen am südlichen Ende der Siedlung Salingen bekannt.

### Bevölkerungsentwicklung
| Jahr | Einw. |
| ---- | ----- |
| 2003 | 132   |
| 2005 | 144   |
| 2008 | 142   |
| 2013 | 149   |
| 2018 | 145   |